# داگوآ
داگوآ (به اسپانیایی: Dagua) یک سکونتگاه مسکونی در کلمبیا است که در بخش بایه دل کائوکا واقع شده‌است.

## خصوصیات
داگوآ ۸۸۶ کیلومترمربع مساحت دارد.